# وادي جليل
وادي جليل هي قرية في منطقة مكة المكرمة، في غرب المملكة العربية السعودية.

## الموقع
تقع قرية وادي جليل شمال شرق مدينة مكة المكرمة، تبعد عن المسجد الحرام مسافة 8 كيلومتر شمال غرب جبل النور. وحي وادي جليل هو أحد أحياء وادي إبراهيم.
يُعد وادي جليل من أشهر الأحياء في مكة المكرمة لقربه من غار حراء.

## الوادي
وادي جليل هو أحد روافد وادي لِيّة الذي يبلغ طوله 120 كم ومنبعه قرية العطيف ومصبه الجرد ويقدر متوسط انحداره 12 متر/كم
يتميز الوادي بالسيول القوية جراء هطول الأمطار الغزيرة التي تشهدها أحياء مكة والتي تجرف ما يجيء في طريقها كالسيارات.

## وصلات خارجية
- مناظر من مكة / وادي جليل على يوتيوب
- سيول مكة المكرمة - وادي جليل 2010م على يوتيوب
- وادي جليل بمكة فجر اليوم 15-3-1440هجرية على يوتيوب